# La Roche-Chalais
La Roche-Chalais ist eine französische Gemeinde mit 3.023 Einwohnern (Stand: 1. Januar 2022) im Département Dordogne in der Region Nouvelle-Aquitaine; sie gehört zum Arrondissement Périgueux und zum Kanton Montpon-Ménestérol. 

## Geografie
La Roche-Chalais ist die westlichste Gemeinde im Département Dordogne. Sie grenzt an die Départements Gironde (im Süden) und Charente-Maritime (im Westen) und liegt am Fluss Dronne. Umgeben wird La Roche-Chalais von den Nachbargemeinden Parcoul-Chenaud im Norden, Saint Aulaye-Puymangou im Norden und Nordosten, Servanches im Osten, Eygurande-et-Gardedeuil und Saint-Antoine-sur-l’Isle im Südosten, Saint-Christophe-de-Double im Süden, Les Églisottes-et-Chalaures im Südwesten, La Barde im Westen und Südwesten sowie Saint-Aigulin im Nordwesten.

## Bevölkerungsentwicklung
| Jahr      | 1962 | 1968 | 1975 | 1982 | 1990 | 1999 | 2006 | 2012 |
| Einwohner | 1254 | 1379 | 2997 | 2951 | 2860 | 2801 | 2765 | 2913 |

## Sehenswürdigkeiten
- Kirche Notre-Dame de l’Assomption, erbaut in den Jahren 1868 bis 1871 im neogotischen Stil
- protestantische Kirche
- Altes Schloss
- Schloss La Valouze, 1861 für Gustave Arlot de Saint-Saud erbaut
- Mühle an der Dronne, erbaut 1785 bis 1787

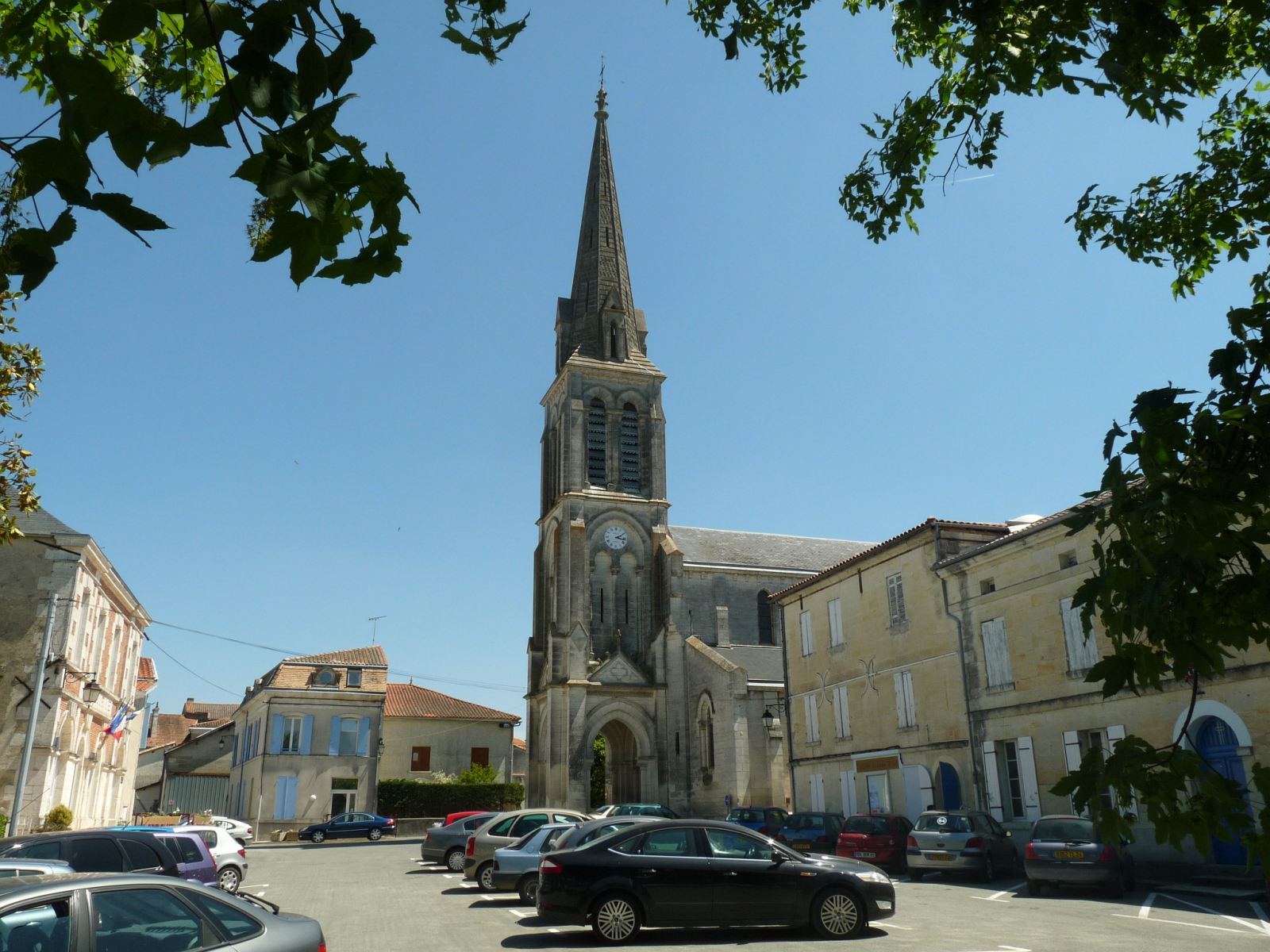
Kirche Notre-Dame de l’Assomption

- Maison La Moulinasse

## Persönlichkeiten
- Jean-Baptiste-Amédée Georges-Massonnais (1805–1860), Bischof von Périgueux